# Pfarrbrief
Pfarrbrief, in Österreich Pfarrblatt, wird die periodisch erscheinende, in der Regel vom jeweiligen Pfarrgemeinderat herausgegebene Mitgliederpublikation der katholischen Pfarrgemeinden genannt. Die vergleichbare Publikation evangelischer Pfarrgemeinden titelt als Gemeindebrief.
Der Pfarrbrief ist ein wichtiges Instrument pfarrgemeindlicher Öffentlichkeitsarbeit. Die Hefte enthalten sowohl Beiträge zur christlichen Verkündigung, zum religiösen Leben als auch organisatorische Mitteilungen, Einladungen und anschließende Berichte zu Gottesdiensten, Veranstaltungen und Aktivitäten in der Pfarrgemeinde sowie Personalia (anlässlich von Taufen, Eheschließungen, Erstkommunion, Firmung, Begräbnis). Etwa seit der Jahrtausendwende ist eine deutliche Entwicklung vom Mitteilungsblatt für gemeindlich engagierte Katholiken zu einem Mitgliederjournal zu beobachten. Je nach finanziellen und personellen Möglichkeiten sind Pfarrbriefe als einfach Fotokopien oder aufwendig in Farbe gedruckt, hinzu kommt heute der kostensparende Versand in elektronischer Form. 
Die Erscheinungsweise variiert zwischen zweimal jährlich bis wöchentlich; vorherrschendes Format ist DIN A5, gefolgt von DIN A4 und diversen Sonderformaten. Die Hefte sind zumeist illustriert (Fotos und Grafiken) und erreichen nicht selten einen Umfang von 36 bis 48 Seiten. Redaktion und Layout erfolgen meist ehrenamtlich durch Gemeindemitglieder – ebenso wie mancherorts die Zustellung der gedruckten Hefte an die katholischen Haushalte, in einigen Pfarreien auch an alle Haushalte im Pfarrgebiet. 
Eine Anfang 2014 im Auftrag des Verbandes der Diözesen Deutschlands durchgeführte bundesweite Befragung von Pfarrbriefredaktionen nach wissenschaftlichen Kriterien kam u. a. zu dem Ergebnis, dass der Pfarrbrief mit einer Gesamtauflage von 6,6 Mio. bis 7,5 Mio. pro Ausgabe das reichweitenstärkste Printmedium der katholischen Kirche in Deutschland ist.